# Nesrečniki
Nesrečniki (v izvirniku francosko Les Misérables) je obsežen zgodovinski roman, ki ga je napisal francoski pisatelj in pesnik Victor Hugo. Slog je realizem, tudi naturalizem. V roman je vpletenih veliko oseb, čas, ki je zajet v romanu pa je več desetletij. Bolj zgoščeno dogajanje je v času, ko Napoleon v Franciji izgubi oblast in v času julijske revolucije 1830. Večina dogodkov se zgodi v Parizu, vendar se dogajanje odvija tudi po drugih francoskih mestih. 

## Glavne osebe
Glavna oseba romana je Jean Valjean (tudi oče Medeleine in Fauchalevent), reven nabiralec sadja, ki zaradi lakote ukrade nekaj kruha ter je zato zaprt. Ker večkrat skuša pobegniti, je zaprt celih 19 let. Po srečanju s škofom se spreobrne v poštenega in milostnega človeka, kakršen ostane vse do svoje smrti.
Javert je zelo dober policijski inšpektor, ki zakon jemlje skrajno resno. Veškrat ujame in zapre Jeana Valjeana, vendar mu ta prav tolikokrat uide. Jean Valjean mu reši življenje in Javert ga končno prepozna kot poštenega in dobrega človeka, zato pade v hudo dilemo: naj ga aretira ali ne? Če ga ne bi aretiral, bi kršil temelj svojega življenja - zakon - če bi ga, bi v zapor spravil najboljšega človeka, kar jih pozna. To ga tako pretrese, da naredi samomor. 
Fantine je lepa delavska ženska, ki jo nekdanji ljubimec Tholomyes pusti samo z njunim otrokom. V kraju, kjer je oče Madeleine župan, dobi službo, vendar jo odpustijo, ko izvedo, da ima nezakonskega otroka. Brez službe začne propadati: najprej še honorarno dela, nato postane prostitutka. Proda lase, zobe in zboli na smrt. Umre. 
Cosette (pravo ime Euphrasie) je nezakonska hči Fantine in Tholomyesa. V svojem zgodnjem otroštvu je prisiljena delati pri družini Thenardier, kjer z njo zelo slabo ravnajo. Po smrti njene mame Fantine pride ponjo Jean Valjean in odtlej zanjo skrbi kot ljubeč oče. Vzgajajo jo nune, postane zelo lepa in dobrohotna, dobra oseba.zaljubi se v Mariusa Pontmercyja ter se z njim na koncu tudi poroči. 
Marius Pontmercy je iz bogate družine, v kateri ima glavno besedo razuzdani in konzervativni ded. Ko Marius izve, da mu je ded prikrival indentiteto njegovega mrtvega očeta, pobegne od doma. Preživlja se s prevajanjem in živi asketsko življenje. Pridruži se revolucionarni družbi imenovani Prijatelji ABC (izgovorjava črk ABC je v francoščini enaka izgovorjavi besede »ljudstvo«), v istem času se tudi zaljubi v Cosette. Ko misli, da je Cosette za vedno odšla stran se pridruži revoluciji – gre branit barikado. Po posredovanju Jeana Valjeana preživi in s poroči s Cosette. 
Thenardier je lopov in prevarant. Reši življenje Mariusovemu očetu, še prej pa ga okrade. 